# Сидоренков, Василий Кузьмич
Василий Кузьмич Сидоренков (1918—1991) — ас, лётчик-истребитель 254-го истребительного авиационного полка (269-я истребительная авиационная дивизия, 14-я воздушная армия, 3-й Прибалтийский фронт), участник участник Великой Отечественной войны, сбивший 25 самолёта противника, из них 23 лично и 2 — в группе, Герой Советского Союза (19.08.1944), генерал-лейтенант авиации.

## Биография
Родился 18 февраля 1918 года в городе Орёл в семье рабочего. Русский. Учился в школе № 3 города Орла (3-я Орловская советская школа). Окончил индустриальный техникум. Работал в железнодорожном депо. В РККА с 1937 года, член ВКП(б) с 1939 года.
В 1940 году окончил Чугуевскую авиационную школу пилотов. По окончании был оставлен лётчиком-инструктором в школе.

### Во время войны
На фронтах Великой Отечественной войны с декабря 1942 года. Лейтенант В. К. Сидоренков прибыл в 254-й истребительный авиационный полк 2-й запасной авиационной бригады Московского военного округа в декабре 1942 года. Переучился на новый самолёт — Ла-5. К марту 1943 года весь 254-й истребительный авиационный полк был перевооружён на истребители Ла-5. К боевым действиям в составе полка приступил с 8 марта 1943 года на Волховском фронте в составе 14-й воздушной армии.
Первый свой боевой вылет Василий Сидоренков совершил в марте 1943 года. К маю 1944 года заместитель командира эскадрильи 254-го истребительного авиационного полка (269-я истребительная авиационная дивизия, 14-я воздушная армия, 3-й Прибалтийский фронт) старший лейтенант Сидоренков выполнил 219 боевых вылетов, в 36 воздушных боях лично сбил 17 и в группе — 2 самолёта противника.
15 августа 1944 года капитан В.К. Сидоренков вместе с ведомым младшим лейтенантом Ведерниковым на самолётах Ла-5 вылетели в район города Валги Эстонской ССР на разведку. По окончании задания их звено случайно встретило группу из 44 бомбардировщиков «Юнкерс» в сопровождении 8 истребителей «Фокке-Вульф» (всего 52 машины). Скрытно зайдя к группе «в хвост», капитан уничтожил 3 бомбардировщика и в завязавшемся неравном бою дополнительно сбил истребитель противника, при этом сам он был ранен в левую руку и ноги. Выпрыгнув из горящего самолёта раненым, Сидоренков выполнил затяжной прыжок, раскрыв парашют лишь на высоте около 400 метров. Капитан приземлился неподалёку от города Антсла, где ему помогла местная жительница, позже перевезя его в расположение 52-й гвардейской дивизии. Далее был госпиталь и после излечения Василий Кузьмич вернулся в эскадрилью, хотя после ранения на боевые задания более не летал.
Указом Президиума Верховного Совета СССР 19 августа 1944 года за мужество и воинскую доблесть, проявленные в боях с врагами, В. К. Сидоренков удостоен звания Героя Советского Союза.
Всего за время войны произвёл 330 боевых вылетов, в воздушных боях сбил 23 самолёта противника, из них 20 лично и 3 в паре. Войну Василий Сидоренков закончил капитаном, командиром эскадрильи.

### После войны
После войны продолжал служить в ВВС. В 1950 году с отличием окончил Военно-Воздушную академию, в 1960 году с отличием — Военную академию Генерального штаба. Продолжал службу на командных должностях истребительной авиации. В Военно-воздушной академии занимал должность начальника кафедры тактики истребительной авиации. Занимался научной и преподавательской работой на кафедре тактики истребительной авиации Военно-воздушной академии имени Ю. А. Гагарина.
С июня 1974 года в звании генерал-лейтенанта авиации В. К. Сидоренков вышел в отставку, но продолжал преподавать в ВВА имени Ю. А. Гагарина. Долгое время работал в Московском технологическом институте Минбыта РСФСР (в настоящее время "Российский государственный университет туризма и сервиса"). На здании Ученого корпуса № 1 данного вуза установлена мемориальная доска в честь памяти о нем  (ул. Главная, д. 99, п. Черкизово Городской округ Пушкинский, Московская область).
Жил в посёлке Монино Московской области. Умер 4 декабря в 1991 года. Похоронен на Монинском мемориальном кладбище.

### Должности
| Период               | Должность | Звание                                | Место службы                                                                                        |
| -------------------- | --- | ------------------------------------- | --------------------------------------------------------------------------------------------------- |
| 1937 −1940           | курсант | курсант                               | Чугуевская военная авиационная школа пилотов                                                        |
| 1940 — 12.1942       | лётчик-инструктор | лейтенант                             | Чугуевская военная авиационная школа пилотов                                                        |
| 12.1942 — 18.11.1944 | старший лётчик, командир звена, заместитель командира эскадрильи-штурман аэ, командир эскадрильи, заместитель командира полка — штурман полка | лейтенант, старший лейтенант, капитан | 254-й истребительный авиационный полк 269-й истребительной авиационной дивизии 14-й воздушной армии |

### Воздушные победы В. К. Сидоренкова
| Дата                          | Противник         | Место ведения воздушного боя | Свой самолёт |
| ----------------------------- | ----------------- | ---------------------------- | ------------ |
| 17.05.1943 г.                 | 1 FW-190          | Дубовик — Липовик            | Ла-5         |
| 10.06.1943 г.                 | 1 FW-190          | Тур — Меневша — Мелеховская  | Ла-5         |
| 01.08.1943 г.                 | 1 FW-190          | зап. Турышкино               | Ла-5         |
| 02.08.1943 г.                 | 1 FW-190          | ст. Лезье, Шапки             | Ла-5         |
| 02.08.1943 г.                 | 1 Ме-109          | ст. Малукса                  | Ла-5         |
| 14.08.1943 г.                 | 1 Ме-109          | Мишкино                      | Ла-5         |
| 04.09.1943 г.                 | 1 Ме-110 (в паре) | зап. Лезье                   | Ла-5         |
| 10.09.1943 г.                 | 1 Ме-110          | Любань, аэродром Жары        | Ла-5         |
| 10.09.1943 г.                 | 1 Ме-110          | юго — вост. Захожья          | Ла-5         |
| 02.10.1943 г.                 | 1 Ме-109 (в паре) | Чудово                       | Ла-5         |
| 02.10.1943 г.                 | 1 Ме-110 (в паре) | юго — зап. Чудово            | Ла-5         |
| 06.02.1944 г.                 | 2 Ju-87           | аэродром Костровичи          | Ла-5         |
| 06.02.1944 г.                 | 1 FW-190          | аэродром Костровичи          | Ла-5         |
| 06.03.1944 г. (04.04.1944 г.) | 1 FW-190          | Батецкая (зап. Атаки)        | Ла-5         |
| 06.03.1944 г. (04.04.1944 г.) | 1 FW-190          | Батецкая (зап. Сапрыгино)    | Ла-5         |
| 06.03.1944 г. (04.04.1944 г.) | 1 FW-190          | Батецкая (зап. Раменье)      | Ла-5         |
| 04.04.1944 г. (07.04.1944 г.) | 1 FW-190          | южнее Пскова (вост. Атаки)   | Ла-5         |
| 04.04.1944 г. (15.04.1944 г.) | 1 FW-190          | южнее Пскова (Иерусалимка)   | Ла-5         |
| 18.07.1944 г.                 | 1 FW-190          | сев — зап. Яунлатгалле       | Ла-5         |
| нет данных                    | 1 Gotha Go 145    | нет данных                   | Ла-5         |
| 15.08.1944 г.                 | 3 Ju-87           | Антсле                       | Ла-5         |
| 15.08.1944 г.                 | 1 Fw-190          | Антсле                       | Ла-5         |

Итого:
25 самолётов противника, из них 23 лично и 2 — в группе.
Итоговые данные разнятся:
- по данным исследователя М. Ю. Быкова[7]. Всего сбито — 23, из них лично — 20, в группе — 3. При этом не учтена одна победа, подтверждённая наземными войсками 15.08.1944 года и одна победа над Gotha Go 145[5]).
- по данным архивных документов, в частности по данным наградного листа на присвоение звания Героя Советского Союза[3] всего по состоянию на 10 мая 1944 года старшим лейтенантом В. К. Сидоренковым было сбито всего 19 самолётов, из них лично — 17 и 2 в паре с ведомым.

## Эпизоды боев В. К. Сидоренкова

### Один против пятидесяти двух
О подвиге капитана В. Сидоренкова, совершённом в небе войны, было рассказано в статье «Подвиг» фронтовой газеты «Сталинский сокол» 3-го Прибалтийского фронта 21 августа 1944 года.
«…15 августа 1944 года вылетели на разведку капитан Сидоренков и младший лейтенант Ведерников. Район разведки: Валга — Канепи Эстонской ССР. Выполнив задание, лётчики возвращались на свой аэродром. Наша пара шла на большой высоте, и вдруг в разрывах между облаками лётчики заметили большую группу Ю-87, которые летели тремя клиньями бомбить наши войска…».
Группа противника состояла из 44 пикирующих бомбардировщиков Ju-87 и 8 истребителей прикрытия Fw-190. Боевой порядок противника — «пеленг клиньев». Ведущий пары — капитан Сидоренков приказывает своему ведомому лейтенанту Ведерникову продолжать выполнять боевой задание — лететь одному на свой аэродром с данными воздушной разведки. Сам Сидоренков решает принять воздушный бой и не дать противнику возможность выполнить свою боевую задачу. Используя облачность, Сидоренков выполняет атаку на замыкающий самолёт первой группы бомбардировщиков и сбивает его. Успевает вновь уйти в облака незамеченным противником. В боевом порядке противника — паника: сбит самолёт, а атакующего группу не удалось заметить.
Сидоренков выполняет ещё один заход на новую цель — замыкающий последнюю группу Ju-87. Сбивает его. Но сам уже замечен противником, который усилил осмотрительность. На Сидоренкова начинают охоту истребители прикрытия и завязывается воздушный бой. Сидоренков вновь выходит из облачности и атакует третий самолёт Ju-87, сбивает его, но и сам попадает под пушечно-пулемётный огонь группы истребителей прикрытия Fw-190. В воздушном бою подбивает четвёртый самолёт — Fw-190, который загорелся. Самолёт Сидоренкова загорелся, сам Сидоренков ранен осколками в обе ноги левую руку.
Перевалившись через борт, покинул горящий самолёт, выполнил затяжной прыжок из-за того, что разозлившиеся немцы начали охоту на покинувшего самолёт лётчика. Более 2000 метров летел с нераскрытым парашютом, раскрыл его на высоте около 400 метров. Приземлился в районе хутора Оя, недалеко от города Антела. Проживавшая на хуторе эстонская девушка Хильда Рейле оказала Сидоренкову первую помощь и передала его раненого подоспевшим пехотинцам 52-й гвардейской стрелковой дивизии Ивану Чемарину и Аркадию Новикову, которые и доставили его в медсанбат. 19 августа 1944 года, находясь в госпитале, капитан Сидоренков узнал о присвоении ему звания Героя Советского Союза, а вскоре пришла поздравительная телеграмма от командования ВВС Советской Армии.
Боевые товарищи не сразу узнали все подробности его спасения, думали что Василий погиб. Командир 254-го полка подполковник С. Михайлин получил телеграмму от командира 52-й гвардейской дивизии, который лично наблюдал, как Сидоренков провёл воздушный бой и сбил в течение непродолжительного времени 3 Ju-87 и 1 Fw-190. "...Все самолёты противника загорелись и упали".

### Победы над немецкими асами
Василий Сидоренков в одном из воздушных боёв 30 Июля 1943 года сбил  «Фокке-Вульф» немецкого аса  (командир II.JG 54 хауптман Хайнрих Юнг,  Heinrich Jung, 68 побед, в этот день заявивший о своей последней 68-й победе). Если бы не столь именитый противник, то победа В. Сидоренкову не была бы засчитана. Не оказалось подтверждения, не было свидетелей боя — да и сам летчик не видел падения самолета противника. В журнале эскадрильи было записано: «В. Сидоренков задание выполнил, вёл бой с двумя ФВ-190, ведя прицельный огонь с короткой дистанции». Подтверждением факта победы стали показания немецкого ведомого, тоже немецкого аса лейтенанта Херберта Броэндле (58 побед), которого примерно через неделю 2 августа сбили лётчики Балтийского флота. Тот попав в плен рассказал о воздушном бое, где погиб его ведущий. Так победа задним числом была засчитана лейтенанту В. Сидоренкову. После гибели командира эскадры в Северной группе войск был объявлен трёхдневный траур, Хайнрих Юнг посмертно награждён Рыцарским крестом. 
Также 27 августа лейтенант Сидоренков сбил в районе Чудово свой второй «Фокке-Вульф», прикрывавший самолет-корректировщик артиллерийского огня. Hемецкий истребитель перешел в штопор, взорвался при столкновении с землёй и вместе с ним погиб пилот оберфельдфебель Ксавьер Мюллер (47 побед).

## Награды

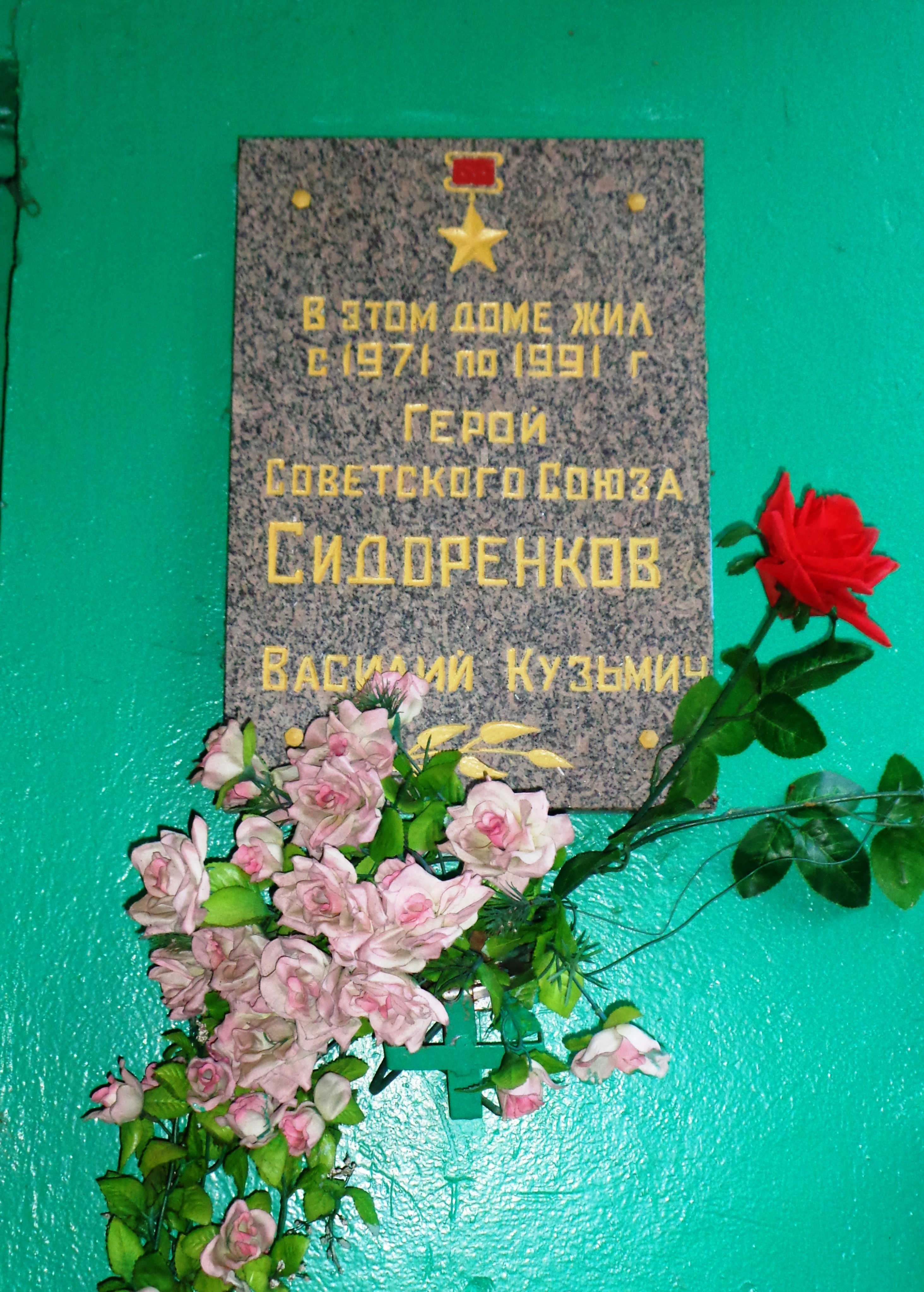
Мемориальная доска в поселке Монино

- Медаль «Золотая Звезда» Героя Советского Союза (№ 4504 , 19.08.1944)[8];
- орден Ленина (19.08.1944)[8];
- орден Красного Знамени (13.06.1943);
- орден Красного Знамени (12.09.1943)[9];
- орден Красного Знамени (28.08.1944)[5];
- орден Красного Знамени;
- орден Отечественной войны 1-й степени (03.11.1985);
- орден Красной Звезды;
- орден Красной Звезды;
- медали.

## Память
- Имя Василия Кузьмича Сидоренкова значится на памятной доске Героев Советского Союза — уроженцев Орла (Бульвар Победы, д. 1)[10].
- Имя Героя долгое время носила пионерская дружина школы № 295 города Ленинграда.
- На доме № 5 по улице Маслова в посёлке Монино Московской области, где проживал Герой, установлена мемориальная доска.
- Музей боевой славы 14-й воздушной армии в Средней общеобразовательной школе № 448 Фрунзенского района Санкт-Петербурга[11].